# Jednotná digitální mapa Prahy
Jednotná digitální mapa Prahy (JDMP) v měřítku 1:500 byla podkladem pro rozhodování úředníků Magistrátu hl. m. Prahy a Úřadů městských částí. Mapa pokrývá 497 km², tj. 100 % území města Prahy. Data jsou členěna do více než stovky tematických vrstev a jsou aktualizována s frekvencí 65 000 územních změn ročně.

## Historie
Počátkem úsilí o vytvoření JDMP bylo rozhodnutí z roku 1964 pořídit Technickou mapu Prahy (TMP) – v té době spravovalo město Praha území necelých 200 km². V roce 1986, kdy území Prahy pokrývalo (připojením okolních obcí v letech 1968 a 1974) dnešních 497 km², bylo v souvislosti s dostupností sálových počítačů rozhodnuto o tvorbě Digitální technické mapy Prahy (DTMP) a byla vydána Vyhláška HMP č. 8/1986, která stanovila pro stavebníky povinnost předávat na stavební úřad Dokumentaci skutečného provedení stavby (DSPS) za účelem údržby (aktualizace) údajů této digitální mapy.
V roce 1988 byly pak ukončeny práce na další tvorbě „papírové“ Technické mapy Prahy (TMP), která v té době pokrývala 60 % městského území, a v roce 1989 byla vyhlášena Digitální technická mapa Prahy pro první dvě katastrální území Prahy s celkovou rozlohou 1118 ha (2,2 % městského území). 
Tvorba postupně pokračovala na dalších územích, avšak v souvislosti s obnovením městské samosprávy (1990) a obnovou důrazu na vlastnické vztahy v území vznikla potřeba začlenit do mapy informace pozemkového katastru. Tato potřeba, společně s možností přejít od sálových počítačů (mainframů) k osobním počítačům (PC), vedla v roce 1992 ke změně projektu, což se odrazilo ve změně názvu z Digitální technické mapy Prahy (DTMP) na Jednotnou digitální mapu Prahy (JDMP). Tvorba JDMP se díky podpoře městské samosprávy zdárně rozvíjela a s koncem roku 2002 byla úspěšně dovršena.

### Vývoj pokrytí Prahy JDMP
1989: 1118 ha = 2,2 % ; 2 k.ú.: Lipence, Vršovice
1990: 1367 ha = 2,8 % ; 3 k.ú.: Dubeč, Josefov, Vinohrady
1991: 1754 ha = 3,5 % ; 4 k.ú.: Běchovice, Hradčany, Malá Strana, Zbraslav
1992: 1015 ha = 2,1 % ; 1 k.ú.: Újezd nad Lesy
1993: 1757 ha = 3,5 % ; 4 k.ú.: Hájek, Koloděje, Kolovraty, Královice
1994: 3507 ha = 7,1 % ; 9 k.ú.: Břevnov, Dejvice, Holešovice, Nové Město, Staré Město, Smíchov, Střešovice, Vyšehrad, Žižkov
1995: 5602 ha =11,3 % ;16 k.ú.: Bubeneč, Černý Most, Hloubětín, Hrdlořezy, Jinonice, Karlín, Klánovice, Košíře, Lipany, Malešice, Motol, Podolí, Radotín, Střížkov, Vokovice, Vysočany
1996: 8795 ha =17,7 % ;17 k.ú.: Braník, Hlubočepy, Hodkovičky, Kamýk, Kobylisy, Krč, Lhotka, Libeň, Michle, Nedvězí, Nusle, Prosek, Radlice, Strašnice, Štěrboholy, Veleslavín, Záběhlice
1997: 7714 ha =15,6 % ;19 k.ú.: Benice, Bohnice, Březiněves, Čimice, Dolní Chabry, Ďáblice, Cholupice, Komořany, Křeslice, Libuš, Modřany, Písnice, Ruzyně, Sedlec, Stodůlky, Suchdol, Točná, Troja, Zadní Kopanina
1998: 3389 ha = 6,8 % ; 8 k.ú.: Háje, Horní Měcholupy, Hostivař, Chodov, Petrovice, Pitkovice, Šeberov, Třebonice
1999: 3365 ha = 6,8 % ; 7 k.ú.: Čakovice, Dolní Měcholupy, Hostavice, Kunratice, Kyje, Letňany, Třeboradice
2000: 3323 ha = 6,7 % ; 9 k.ú.: Dolní Počernice, Kbely, Lahovice, Lochkov, Lysolaje, Řepy, Újezd u Průhonic, Vinoř, Zličín
2001: 4457 ha = 9,0 % ;10 k.ú.: Holyně, Liboc, Malá Chuchle, Nebušice, Přední Kopanina, Řeporyje, Satalice, Slivenec, Uhříněves, Velká Chuchle
2002: 2533 ha = 5,1 % ; 3 k.ú.: Horní Počernice, Miškovice, Sobín
Celkem: 49 684 ha = 100 % ; 112 k.ú.